# Damals
Damals (Eigenschreibweise DAMALS) ist ein seit 1969 erscheinendes populärwissenschaftlich ausgerichtetes Geschichtsmagazin. Es erscheint monatlich und richtet sich in erster Linie an Schüler, Lehrer, Studenten und ein historisch interessiertes allgemeines Publikum.

## Details
Das Magazin wird vom Konradin Verlag in Leinfelden-Echterdingen verlegt. Herausgeberin ist die Geschäftsführerin der Verlagsgruppe, Katja Kohlhammer. Im 4. Quartal 2021 hatte es eine von der IVW gemessene Auflage von 22.989 Exemplaren, wovon 72 % im Abonnement vertrieben wurden.

## Geschichte
Damals wurde 1969 durch  Hans Rempel gegründet. Von 1969 bis 1992 erschien es im Damals-Verlag Gießen mit dem Gründer als Verleger und Herausgeber. Zwischen 1993 und 2002 erfolgten Redaktion und Herausgabe bei der Deutschen Verlags-Anstalt in Stuttgart. 2003 ging Damals in den Besitz der Konradin Mediengruppe über.
Chefredakteure waren Bernhard Bachmann (1969–1979), Jürgen Lotz (1979–1992), Günter Ogger (1993), Brigitte Röthlein (1993–1996), Marlene P. Hiller (1996–2012) und Stefan Bergmann (2012–2024). Seit September 2024 bekleidet Anna Joisten das Amt der Chefredakteurin.
Bis 2012 hatte die Zeitschrift einen wissenschaftlichen Beirat, zu dem Historiker wie beispielsweise der Althistoriker Christian Meier, der Mediävist Bernd Schneidmüller und der Neuzeithistoriker Jürgen Osterhammel sowie Eberhard Jäckel gehörten.

## Magazin
Im Magazin erscheinen wissenschaftlich fundierte Artikel, geschrieben von professionellen Historikern, Archäologen, Kulturwissenschaftlern und Philologen. Dieses Konzept unterscheidet Damals von anderen populärwissenschaftlichen Geschichtszeitschriften, wie etwa G/Geschichte, GEO Epoche oder P.M. History, deren Beiträge überwiegend von Journalisten stammen.
Monatlich erscheint die Zeitschrift mit einem Titelthema, das rund 30 Seiten des Heftes umfasst. Die Themen reichen von der Ur- und Frühzeit über die Antike bis in die Zeitgeschichte.
Neben dem Titelthema bietet Damals knappe Buchrezensionen, ein historisch ausgerichtetes Fernseh- und Hörfunkprogramm, Nachrichten aus der Forschung sowie weitere, epochenübergreifende und thematisch unterschiedlich ausgerichtete Einzelartikel. In einem Kalender wird auf aktuelle Ausstellungen und Schausammlungen hingewiesen. Zu den festen Rubriken zählen zudem die Zeitpunkte, die zeitgeschichtliche Serie Es geschah und Unter der Lupe. Auch eine Rätselseite findet sich im Heft.

## Sonderband
Seit 2005 erscheint einmal jährlich ein Sonderband in Zusammenarbeit mit dem Verlag wbg Theiss/Darmstadt. Jeder Sonderband befasst sich mit einem spezifischen Thema, das von Fachwissenschaftlern bearbeitet wird.

## Bildband
Der seit 2017 erscheinende Bildband „DAMALS Galerie – Geschichte im Bild“ wird einmal jährlich in Kooperation mit einem Museum herausgebracht.

## Podcast
Unter dem Titel „Damals und heute – der Podcast zur Geschichte“ erscheint zweimal monatlich im Rhythmus von 14 Tagen ein Podcast. Die Historiker David Neuhäuser und Felix Melching präsentieren in 30- bis 60-minütigen Folgen Themen aus dem Heft.

### Magazin
- Damals Magazin. In: Wissenschaft.de
- Damals Magazin Archiv. In: Wissenschaft.de
- Damals Magazin. In: H-Soz-u-Kult
- Damals Magazin im Katalog der Deutschen Nationalbibliothek

### Sonderband
- Damals Sonderheft. In: Konradin Mediengruppe
- Damals Sonderheft im Katalog der Deutschen Nationalbibliothek

### Bildband
- Damals Galerie. In: Konradin Mediengruppe
- Damals Galerie im Katalog der Deutschen Nationalbibliothek

### Podcast
- Damals und heute In: Wissenschaft.de
- Damals und heute. In: Podigee.io